# Ariadna pragmatica
Ariadna pragmatica là một loài nhện trong họ Segestriidae.
Loài này thuộc chi Ariadna. Ariadna pragmatica được Ralph Vary Chamberlin miêu tả năm 1924.